# Rob Nicholson
Robert Nicholson, más conocido como Blasko (Los Ángeles, California, Estados Unidos, 24 de noviembre de 1969) es un bajista de heavy metal y metal alternativo. Fue influenciado por bandas como Iron Maiden, Motörhead y Corrosion of Conformity. A pesar de tener una larga trayectoria en varias bandas, es mayormente conocido por su trabajo en Rob Zombie y Ozzy Osbourne.

## Carrera
En sus primeros años como músico, Rob tocó diferentes instrumentos, comenzando con la batería, la guitarra y finalmente el bajo. En 1984 empezó su carrera tocando en la banda de Santa Mónica (California) de Crossover thrash, Cryptic Slaughter grabando el demo Life in Grave(1985) y sus 3 primeros álbumes de estudio: Convicted(1986), Money Talks(1986) y Stream of Consciousness(1988). Luego se convirtió en la voz líder de la banda de Death metal "Killing Spree" y más tarde haría lo propio en "Suffer". Buscando otros intereses musicales, Rob se unió a la banda de Rock Alternativo "Drown", que dejó rápidamente para tocar el bajo en Prong, en donde no logró grabar ningún disco. En septiembre de 1997 se incorporó a Danzig sin embargo, tampoco participó en ningún álbum, dejando la agrupación en abril de 1998. Unos meses más tarde fue contratado por Rob Zombie para tocar el bajo en su primer disco como solista, desde ese momento comenzó a usar el sobrenombre "Blasko" y al mismo tiempo a afamar su carrera. Rob participó en todos los álbumes de Rob Zombie (excluyendo Hellbilly Deluxe 2 que fue lanzado el 2 de febrero de 2010). En el 2003 reemplazó a Robert Trujillo como el bajista de Ozzy Osbourne para participar en el "Fall Tour", el cual fue cancelado debido a un accidente de la ATV en el que Ozzy estuvo involucrado. Entre los Ozzfest del 2004 y 2006 Ozzy se mantuvo tocando con Black Sabbath, por lo tanto Blasko hizo lo mismo permaneciendo con Rob Zombie. Durante el 2005 mientras Zombie trabajaba en el film The Devil's Rejects, Rob comenzó con un nuevo proyecto con John Coffin en la guitarra líder, Daniel Gray en la voz y la guitarra rítmica, DC en la batería y obviamente Blasko en el bajo. Este proyecto fue llamado The Death Riders cuyo primer álbum "Depression" fue realizado por Horror High en 2005. A pesar de que Rob participó en algunos conciertos durante el 2006 pasó a ser un miembro oficial de la banda de Ozzy el 22 de mayo de 2007 con el lanzamiento de Black Rain (su noveno disco de estudio). Blasko tocó en todos los conciertos de la banda durante ese año, incluyendo el Ozzfest 2007, las giras por Europa y un tour americano con Rob Zombie. En octubre de 2009 interpretó la canción "Crazy Train" con la banda de Heavy Metal Satírico Taintstick, realizó la banda sonora para la película Repo! The Genetic Opera y lanzó su propia línea de ropa "Affliction Blasko Signature Series". En el 2010 volvió a trabajar con Ozzy en su nuevo álbum Scream lanzado en diferentes regiones del mundo entre el 11 y el 22 de junio. Desde mediados del 2009 Blasko trabaja en el segundo disco de The Dead Riders titulado "And Then Came The Rain...".
Además es uno de los personajes del libro "Sex Tips from Rock Stars" de Paul Miles publicado por "Omnibus Press" en julio de 2010.
Desde 2018 hasta la actualidad ha estado acompañando a Ozzy Osbourne en su No More Tours II, la gira final del legendario vocalista.

## Discografía

### con Cryptic Slaughter
- 1985: Life in Grave(demo)
- 1986: Convicted
- 1987: Money Talks
- 1988: Stream of Consciousness

### con Rob Zombie
- 1998: Hellbilly Deluxe
- 1999: American Made Music to Strip By
- 2001: The Sinister Urge
- 2006: Educated Horses

### con The Death Riders
- 2005: Soundtrack For Depression
- En producción: And Then Came The Rain...

### con Ozzy Osbourne
- 2007: Black Rain
- 2010: Scream

### Otros trabajos
- 2008: Repo! The Genetic Opera Soundtrack